# Onthophagus phraoensis
Onthophagus phraoensis är en skalbaggsart som beskrevs av Masumoto 1990. Onthophagus phraoensis ingår i släktet Onthophagus och familjen bladhorningar. Inga underarter finns listade i Catalogue of Life.